# Pablo de Sarasate
Pablo Martín Melitón de Sarasate y Navascués (Pamplona, 1844. március 10. – Biarritz (Franciaország), 1908. szeptember 20.) spanyol hegedűművész és zeneszerző.

## Élete, munkássága
Apja tüzérségi karmester volt, és már ötéves korában hegedülni tanította fiát. Miután kiderült a tehetsége, helyi tanároknál tanult tovább. Első hangversenyét nyolcévesen adta La Coruñában. A közönség lelkesen fogadta, egy gazdag mecénás pedig megteremtette a lehetőségét annak, hogy szülei Madridban, Manuel Rodríguez Saeznél taníttathassák. Nem sokkal később, tízéves korában a királyi udvarban játszott, II. Izabella királynő kedvenc hegedűse volt. Tizenkét éves korában anyja úgy döntött, hogy a párizsi Conservatoire-ban, a híres tanárnál, Jean Alard-nál taníttatja tovább. Útközben azonban az anya rosszul lett a vonaton, és meghalt szívrohamban. A bayonne-i spanyol konzul befogadta a fiút a saját otthonába, felgyógyulása után pedig pénzzel támogatta továbbutazását Párizsba, ahol sikeresen felvételizett Alard-nál. Tizenhét éves korában, végzése előtt, fölényes biztonsággal nyerte meg a konzervatórium nagydíj-versenyét.
Párizsban 1860-ban mutatkozott be hegedűművészként, majd a következő évben már Londonban debütált. Karrierje elején rövidebb bravúrdarabokat – gyakran népszerű operák témájára – szerzett és játszott (például a híres Carmen-fantáziát). Szerzeményeiben nem nehéz felismerni a spanyolos dallamokat és ritmusokat. A spanyol zene ebben az időben jött divatba Európában, a nem spanyol zeneszerzők is számos darabot írtak ebben a stílusban, elég példaként Lalo Spanyol szimfóniáját, Balakirev Spanyol szerenádját, Saint-Saëns Bevezetés és rondo capricciosóját, vagy Bizet Carmenjét megemlíteni. Ez a spanyol zenei ismertség és népszerűség is segítette Sarasate sikereit, és több szerző írt és ajánlott darabokat Sarasate számára (Lalo, Wieniawski, Saint-Saëns, Bruch és mások).
Immár világhírű hegedűsként koncertezett szerte Európában (Budapesten 1886-ban lépett fel), Észak- és Dél-Amerikában. A nehezen lelkesedő George Bernard Shaw is elismerően szólt Sarasate előadóművészi és zeneszerzői kvalitásáról, azt mondta, hogy sok zeneszerző írt hegedűre, de csak kevesen hegedűzenét. Sarasatét egész életében sztárként ünnepelték, és amerre csak járt, úgy is viselkedett: minden hangversenye után fogadást adott hódolói számára, kifogástalanul elegáns öltözékekben jelent meg a nyilvánosság előtt, és gáláns volt a hölgyekkel. A női nem előtt különösen népszerű volt, ennek ellenére mindvégig agglegény maradt.
Vásárolt egy villát Biarritzban, de minden évben hazalátogatott a hagyományos bikafuttatásos fiestára. Öregkorára elhatalmasodott rajta krónikus légcsőhurutja, és ebben halt meg 1908-ban. Minden vagyontárgyát Pamplona városára hagyta, az anyagból a konzervatóriumban múzeumot rendeztek be. Két Stradivariusa is volt, az 1724-ben készült hegedűt a Musée de la Musique-re hagyta. Ez a hegedű ma „Sarasate Stradivarius” néven ismert. A másik, 1713-ban készült hangszer a madridi Real Conservatorio Superior de Música tulajdonában van. Sarasate emlékére Pamplonában nemzetközi hegedűversenyt (Pablo Sarasate International Violin Competition) rendeznek.
Sarasate azért írta zongora- vagy zenekari kíséretes, spanyolos hangulatú darabjait, hogy be tudja mutatni fölényes hegedűtudását, virtuóz technikáját. Ezek közül talán a legismertebb a zenekari kíséretes, Op. 20-as Cigánymelódiák (Zigeunerweisen), vagy az ugyancsak zenekarral játszott, Op. 25-ös Carmen-fantázia, amelyet Bizet Carmen című operájának témáira írt. Sarasate szívesen használta mások témáit, így több operatémára komponált fantáziát (például Mozarttól a Don Giovanni és a A varázsfuvola, Gounod-tól a Faust és a Rómeó és Júlia, vagy  Thomas Mignonja stb.). Szerzeményeit ma is szívesen játsszák a hegedűsök, gyakran inkább csak ráadásdarabként.

## Művei

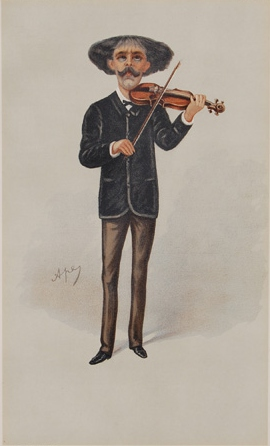
Carlo Pellegrini Vanity Fairben megjelent karikatúrája A nap embere címmel

| Opus | Cím                             | Hangszer          |
| ---- | ------------------------------- | ----------------- |
| –    | Fantaisie Caprice               | Hegedű és zongora |
| –    | Souvenir de Faust               | Hegedű és zongora |
| –    | Mazurka Mi                      | Hegedű és zongora |
| 1    | Fantasy on La forza del destino | Hegedű és zongora |
| 2    | Homenaje a Rossini              | Hegedű és zongora |
| 3    | La dame blanche de Boieldieu    | Hegedű és zenekar |
| 4    | Réverie                         | Hegedű és zongora |
| 5    | Fantasy on Roméo et Juliette    | Hegedű és zongora |
| 6    | Caprice on Mireille             | Hegedű és zongora |
| 7    | Confidences                     | Hegedű és zongora |
| 8    | Souvenir de Domont              | Hegedű és zongora |
| 9    | Les Adieux                      | Hegedű és zongora |
| 10   | Sérénade Andalouse              | Hegedű és zongora |
| 11   | Le sommeil                      | Hegedű és zongora |
| 12   | Moscoviènne                     | Hegedű és zongora |
| 13   | New Fantasy on Faust            | Hegedű és zenekar |
| 14   | Fantasy on Der Freischütz       | Hegedű és zenekar |
| 15   | Mosaíque de Zampa               | Hegedű és zongora |
| 16   | Gavota on Mignon                | Hegedű és zongora |
| 17   | Priére at Berceuse              | Hegedű és zongora |
| 18   | Airs espagnols                  | Hegedű és zongora |
| 19   | Fantasy on Martha               | Hegedű és zongora |
| 20   | Zigeunerweisen                  | Hegedű és zenekar |
| 21   | Malagueña y Habanera            | Hegedű és zongora |
| 22   | Romanza andaluza y jota navarra | Hegedű és zongora |
| 23   | Playera y zapateado             | Hegedű és zongora |
| 24   | Capricho vasco                  | Hegedű és zongora |
| 25   | Fantasy on Carmen               | Hegedű és zenekar |
| 26   | Vito y habanera                 | Hegedű és zongora |
| 27   | Jota aragonesa                  | Hegedű és zongora |
| 28   | Serenata andaluza               | Hegedű és zongora |
| 29   | El canto del ruiseñor           | Hegedű és zenekar |
| 30   | Bolero                          | Hegedű és zongora |
| 31   | Balada                          | Hegedű és zongora |
| 32   | Muñeira                         | Hegedű és zenekar |
| 33   | Navarra                         | Hegedű és zenekar |
| 34   | Airs Écossais                   | Hegedű és zenekar |
| 35   | Peteneras, caprice espagnol     | Hegedű és zongora |
| 36   | Jota de San Fermín              | Hegedű és zongora |
| 37   | Zortzico Adiós montañas mías    | Hegedű és zongora |
| 38   | Viva Sevilla!                   | Hegedű és zenekar |
| 39   | Zortzico de Iparraguirre        | Hegedű és zongora |
| 40   | Introduction et fandango varié  | Hegedű és zongora |
| 41   | Introduction et caprice-jota    | Hegedű és zenekar |
| 42   | Zortzico Miramar                | Hegedű és zenekar |
| 43   | Introduction et tarantelle      | Hegedű és zenekar |
| 44   | La chase                        | Hegedű és zenekar |
| 45   | Nocturno – Serenata             | Hegedű és zenekar |
| 46   | Gondoliéra Veneziana            | Hegedű és zongora |
| 47   | Melodía rumana                  | Hegedű és zongora |
| 48   | L'Esprit Follet                 | Hegedű és zenekar |
| 49   | Canciones rusas                 | Hegedű és zenekar |
| 50   | Jota de Pamplona                | Hegedű és zenekar |
| 51   | Fantasy on Don Giovanni         | Hegedű és zongora |
| 52   | Jota de Pablo                   | Hegedű és zenekar |
| 53   | La Rève                         | Hegedű és zongora |
| 54   | Fantasy on Die Zauberflöte      | Hegedű és zenekar |

| Romanza Andaluza, Op. 22 Carrie Rehkopf · (hegedű) · Probléma esetén lásd:Médiafájlok kezelése. | Navarra, Op. 33 Roxana Pavel Goldstein és Elias Goldstein (hegedű), a chicagói Depaul Symphony, vezényel Cliff Colnot Probléma esetén lásd:Médiafájlok kezelése. |

## Fordítás
- Ez a szócikk részben vagy egészben  a   Pablo de Sarasate című angol Wikipédia-szócikk ezen változatának fordításán alapul.  Az eredeti cikk szerkesztőit annak laptörténete sorolja fel. Ez a jelzés csupán a megfogalmazás eredetét és a szerzői jogokat jelzi, nem szolgál a cikkben szereplő információk forrásmegjelöléseként.